# Didao
Didao (en chino, 滴道; pinyin, Dīdào) es un distrito urbano bajo la administración directa de la Prefectura Jixi en la Provincia de Heilongjiang, República Popular China.  Su área es de 500 km² y su población total para 2010 superó los 120 mil habitantes. 

## Administración
Desde julio de 2023, el  Distrito Didao se divide en 6 pueblos que se administran en 4 subdistritos y 2   villas.